# Richard Hindorf

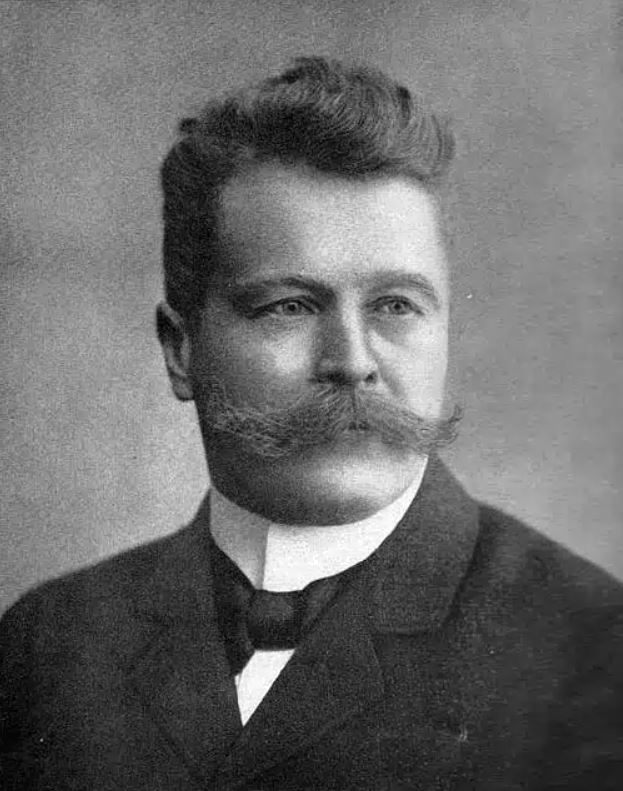
Richard Hindorf (vor 1923)

Richard Hindorf (* 17. November 1863 in Ruhrort bei Duisburg; † 13. Mai 1954 in Berlin-Dahlem) war ein deutscher Tropenpflanzer und Agrarwissenschaftler.

## Leben und Wirken
Hindorf studierte Landwirtschaft und Statistik in Halle und Berlin und wurde 1886 in Halle mit der Dissertation Ueber den Einfluß des Chlormagnesiums und des Chlorcalciums auf die Keimung und erste Entwickelung einiger wichtiger Kulturpflanzen promoviert. Er war in verschiedenen tropischen und subtropischen Ländern tätig, so in Neuguinea, Australien, Java, Sumatra, Sri Lanka, Ägypten und Deutsch-Ostafrika. Von 1893 bis 1894 hielt er sich in Deutsch-Südwestafrika (heute Namibia) und Südafrika auf, wo er als Wegbereiter die Plantagenbewirtschaftung von Sisal betrieb. Auch in Deutsch-Ostafrika führte er über das Forschungsinstitut für Kolonialbotanik, das Amani (Institut), dessen Anbau ein.
Hindorf war einer der Gründer des Kolonialwirtschaftlichen Komitees und der Deutschen Kolonialschule in Witzenhausen. Er war Autor mehrerer Fachbücher.
Richard Hindorf starb am 13. Mai 1954 im Alter von 90 Jahren in Berlin-Dahlem.

## Ehrungen
- 1953: Verdienstkreuz (Steckkreuz) der Bundesrepublik Deutschland

## Schriften (Auswahl)
- Leitfaden zur Erlernung der Malayischen Umgangssprache. 4. Aufl. Berlin 1913.
- Der landwirthschaftliche Werth und die Besiedelungsfähigkeit Deutsch-Südwestafrikas. Berlin 1895, 3. Aufl. ebd. 1925.
- Heinrich Semler: Die tropische Agrikultur. Ein Handbuch für Pflanzer und Kaufleute. Wismar 1886–1893. Neubearbeitet und herausgegeben von Richard Hindorf. Bd. 1–3, Wismar 1897, 1900 u.  1903.
- Der Sisalbau in Deutsche-Ostafrika. Berlin 1925.